# Humanista mozgalom
A Humanista Mozgalom önkéntesekből álló, újhumanizmus szerinti (szekuláris humanizmuson alapuló) nemzetközi szerveződés, amely a társadalmi erőszakmentesség és előítélet-mentesség érdekében kampányol.
1969-ben Argentínában alakult. Nem hivatalos szervezet, nincsenek irodái. A humanista mozgalomban résztvevőket az újhumanizmus gondolatai inspirálják, melyeket az alapítótól, Mario Rodríguez Cobos, ismert nevén Silo-tól származnak.
A Humanista Mozgalom olyan emberek szerveződése, akik az újhumanizmus vagy egyetemes humanizmus javaslatait valósítják meg. Ezek a javaslatok a legtágabb értelemben a Humanista Mozgalom Alapokmányában találhatók meg. 
Ez a gondolkodási áramlat, mely Silo, és sok más, általa inspirált szerző munkájában került bemutatásra, egyfajta érzékenységet és életmódot is magában foglal, az emberi tevékenység számos területén nyilvánul meg, és különböző szervezeteket és akcióeszközöket hoz létre. Mindegyik a saját tevékenységi területén cselekszik, ám céljuk közös: emberivé tenni a Földet. Közös cselekvési módszerük az aktív erőszakmentesség, és közös javaslatuk a társadalmi átalakulás érdekében történő személyes átalakulás.
A HM 1969. május 4-én indult útjára, amikor az alapító, Silo „A szenvedés gyógyítása” címmel nyilvános előadást tartott az Andok hegyláncai között, Punta de Vacas-ban, Chile és Argentína határán. 
A HM nem egy intézmény, bár számos csoportot és szervezetet hoz létre.
A Humanista Mozgalom által eddig létrehozott szervezetek: a Humanista Párt, a Közösség az Emberi Fejlődésért, a Kultúrák Közeledése, a Háború és Erőszak Nélküli Világ és a Humanista Tanulmányok Világközpontja.
Bár ezek a szervezetek sajátos szervezeti formával rendelkeznek, mely lehetővé teszi tevékenységük kivitelezését, magának a HM-nek nincs szervezeti jellege, a HM a véleménycsere és együttműködés területe a különböző szervezetek tagjainak.
A HM-ben részt vevők tevékenységei csak az ő szabad elhatározásuktól függnek.

## Szervezetei
A humanista mozgalom a számtalan kisebb csoport mellett több hivatalos szervezetet is elindított, társadalmi, politikai illetve kulturális téren. Ezek az önkéntes munkán és önkéntes felajánlások révén működnek, jellemzően nem folyamodnak állami vagy egyéb pályázati támogatásért.
A humanista mozgalom stratégiája, hogy az alábbi öt szervezet a világ minden országában működjön, ha lehetséges.

### Közösség az Emberi Fejlődésért
A Közösség az Emberi Fejlődésért egy nemzetközi szociális-kulturális szervezet, melynek célja a személyes és társadalmi fejlődés egyidejű elősegítése a társadalmunkban lévő erőszak visszaszorításával. 1981-ben, Argentínában kezdte meg tevékenységét, azóta számos országban létrejöttek szervezetei. 1984-ben az ENSZ az  olyan, nem kormányzati szervezetek egész sorához jegyezte be, mely tevékenységei által elvileg hozzájárul az emberi fejlődéshez.
Elvei és tevékenységei alapja az új-humanizmus hat pontja:
1. Az emberi lény mint legfőbb érték;
2. Minden ember egyenlőségének elismerése;
3. A személyes és kulturális különbözőségek elismerése;
4. Az emberi tudás fejlődésének támogatása az abszolút igazságok elfogadásával szemben;
5. A vélemény-, szólás- és vallásszabadság elismerése;
6. Az erőszak elutasítása;
A Közösség Afrika, Ázsia, Dél-Amerika és Európa számos országában indította be az aktív erőszakmentességért folytatott képzési programját. Az iszlám világban ugyan egyetlen szervezet alapszervezet sincs jelen, de a humanista mozgalom a későbbiekben minden bizonnyal meg fog telepedni Szaúd-Arábiában is, s nem csupán a meglehetősen békés európai országokban fogja a békét hirdetni a továbbiakban.

### Háború és Erőszak Nélküli Világ
A Háború és Erőszak nélküli Világ egy társadalmi mozgalom, amelynek célja, hogy erőszakmentes tudatosságot alakítson ki a világban.
Ez az új tudatosság szükséges ahhoz, hogy előrelépjünk egy erőszak nélküli világ felé, nem csak az erőszak legkegyetlenebb kifejeződései a háború és fizikai erőszak nélküli világ felé, hanem olyan felé, amely mentes a gazdasági, faji, vallási, szexuális, lelki és erkölcsi erőszaktól is.
Főleg a háborúk és fegyveres konfliktusok megszüntetéséért dolgozik világszerte. Harcol a nukleáris fegyverek teljes leszereléséért, a hagyományos fegyverek arányos és fokozatos leszereléséért, a megszálló csapatok kivonásáért a megszállt területekről. Küzd azért, hogy a kormányok utasítsák el a háborút, mint a konfliktusok megoldási módját alkotmánymódosításokon keresztül, melyek nyíltan tiltják a háborúk használatát. Dolgozik a mai fegyveres erők szerepének újradefiniálásáért, hogy legfőbb funkciójuk a háborúk megelőzése legyen. Ahhoz, hogy ebben előrelépés történjen a fegyveres erők bevetésének korlátozására van szükség, a működésük és a civil társadalommal való kapcsolataik demokratikusabbá tételére.
A HNV arra törekszik, hogy egyesítse a háború-ellenes mozgalmat, hogy összekapcsolja a földrajzilag szétszórt pacifista és erőszakmentes csoportokat.

### Humanista Tanulmányok Világközpontja (HTVK)
A Humanista Tanulmányok Világközpontja (HTVK) egy olyan szervezet, melynek célja az egyetemes humanizmus gondolkodásmódjának és látásmódjának tanulmányozása, kutatása és terjesztése, valamint annak alkalmazása a jelenlegi társadalmi és tudományos problémákra. Támogat minden olyan irányzatot, mely a tudás fejlődését segíti elő, az abszolút és megváltoztathatatlan igazságokként elfogadott előítéletek által felállított korlátokon túlra. Hirdeti a strukturált, dinamikus, összefüggő és kritikus gondolkodást.
Világszinten a HTVK sokféle országban, kontinensen és kulturális közegben fejti ki tevékenységét. A következőket javasolja: kiadványok készítése (írások, audiovizuális anyagok stb.), munkaprogramok, képzések és az egyetemes humanizmus tanának terjesztése; melyek mind a személyes és társadalmi átalakulásra irányulnak, és az az elkötelezettség vezérli ezeket a tevékenységeket, hogy ezt a tudást csak az emberi lény jólléte és fejlődése érdekében alkalmazzák. Új Humanista Tanulmányok Központjainak (HTK) létrehozását és fejlesztését is javasolja, főleg azokban a kultúrákban, ahol nincs megfelelően képviselve.
Ahhoz, hogy ezt véghezvigye, a HTVK létrehoz bizottságokat, akcióeszközöket és egyéb szerveket. Tanfolyamokat, szemináriumokat, vitákat, konferenciákat, kongresszusokat, szimpóziumokat és egyéb eseményeket szervez, melyek alkalmasak a kiadványai terjesztésére és bemutatására. Állásfoglalásokat készít, ad ki és jelentet meg a közvélemény számára, valamint azzal a céllal, hogy a kapcsolódó hivatalos szervek figyelembe vegyék azt a döntéseik során.
A HTVK kiadványai:
A humanizmus a különböző kultúrákban. A HTVK évkönyve, 1994. Virtual ediciones, 1994.
Hozzájárulások a humanista kultúrához. A HTVK évkönyve, 1995. Virtual ediciones, 1996.
Humanista perspektívák. A HTVK évkönyve, 1996. Virtual ediciones, 1997.
Bevezetés az új-humanizmus közgazdaságába. A HTVK évkönyve, 1997. Virtual ediciones, 1997.
Erőszak és tolerancia: történelem, a jelen kor és perspektívák. A Moszkvai HTK évkönyve, 2006. HTK :Moszkva és URAP, 2007.
Humanista alapok a kultúrák közötti közeledéshez. A Moszkvai HTK évkönyve, 2006. HTK Moszkva és URAP, 2007.
Etika a tudományban. 8 DVD a szimpóziumról. HTVK, 2009.
Etika a tudományban. A szimpózium előadásai. A HTVK évkönyve, 2008.
Videó: Bizánc, a közös gyökér. HTK Moszkva, Pangea Alapítvány és UNED, 2009.

### Humanista Párt
A Humanista Párt az 1960-as évektől kezdődően jött létre a világ számos országában, Európában, Dél-Amerikában és Ázsiában. A Humanista Párt Magyarországon 1993 óta működik, ekkor vette először nyilvántartásba a Fővárosi Bíróság. Az egyes országok Humanista Pártjai önállóan működnek, de a nemzetközi tevékenységek összefogására illetve az országhatároktól független célok, mint például az emberi jogok érvényesítése érdekében megalakultak a Humanista Pártok Regionális Szervezetei és a Humanista Internacionálé.
Nem sorolható be egyik hagyományos kategóriába sem, hisz jobb- és baloldali javaslatai is vannak; a politikai alkuktól távol tartja magát. A Humanista Párt 2006-ban az önkormányzati választásokon saját budapesti listát állított, igaz, kézzelfogható eredmény nélkül.

### Kultúrák Közeledése
A kiinduló ötlet olyan helyek létrehozása, ahol a különböző kultúrájú és etnikumú emberek cselekedhetnek együtt, mindenki a saját hozzájárulásával, ötleteivel. Olyan tevékenységek ezek, amelyek elősegítik a kultúrák közötti párbeszéd megteremtését, a külföldiek (menekültek, bevándorlók, diákok stb.)  elfogadását és beilleszkedését a sokszínűség tiszteletben tartása mellett.
A "Kultúrák Közeledése" célja közelebb kerülni az Emberi Jogok Európájához, és ezzel hozzájárul a meglehetősen utópisztikus Egyetemes Emberi Nemzet megteremtéséhez is.
A szervezés és a tevékenységek alapjai:
1. Az emberi lény, mint központi érték elfogadása, és annak hangsúlyozása, hogy semmi sem áll az ember felett, és egyik ember sem állhat mások felett.
2. Minden személy egyenlőségének hirdetése, és ezért nem csak a törvény előtti egyenlőségért küzdünk, de az egyenlő lehetőségekért is a gyakorlatban.
3. Elfogadjuk a személyes és kulturális sokszínűséget, és ezért visszautasítjuk a megkülönböztetés minden formáját, legyen az gazdasági, faji, etnikai, vallási vagy kulturális.
4. Támogatjuk a tudás/tudomány fejlődését, szemben az abszolút igazságokkal.
5. Elismerjük a hitek és ötletek szabadságát, és
6. Visszautasítunk mindenféle erőszakot, tudván, hogy nem csak fizikai erőszak létezik, de gazdasági, faji, vallási, erkölcsi és pszichológiai erőszak is, ahogyan azt nap, mint nap tapasztaljuk az egész bolygón.

## Tevékenysége

### Kampányok
- Magyarországon békejel kialakítása több mint 2000 emberből, a béke fontosságának hangsúlyozására.
- Afrika sok országában indítottak meglehetősen csekély hatású közösség fejlesztő programokat, ezek finanszírozására jótékonysági koncerteket, és vásárokat szerveznek.
- Kulturális csoportokat is indítanak, például Humanista Művészeti Áramlat egy nyitott közösség mindazok számára, akik szeretnék kifejezésre juttatni kreativitásukat, szeretnék megmutatni másoknak azt, ami a legjobb, a legemberibb bennük.

### Kiadványok
- Silo, és más irányadók műveinek megjelentetése magyarul is.
- Hivatalos anyagok:

-  A Humanista Mozgalom Alapokmánya
-  A személyes fejlődés kézikönyve a Humanista Mozgalom tagjainak. Tanulmányi Központ, Punta de Vacas Park, 2009
-  Összegyűjtött munkák, Silo, I. és II. rész
-  Jegyzetek a Pszichológiáról
-  Humanizmus (kivonatok a “Silo megjegyzései” című audiovizuális anyagból – 2008)